# وعلان سويقي أجرد
وعلان سويقي أجرد (الاسم العلمي:Commelina scaposa) هو نوع من النباتات يتبع جنس الوعلان من الفصيلة الوعلانية.